# الصافية (حبيش)

تعديل مصدري - تعديل

الصافية هي إحدى قرى عزلة بني الضاحتين بمديرية حبيش التابعة لمحافظة إب، بلغ تعداد سكانها 1175 نسمة حسب تعداد اليمن لعام 2004.